# NGC 4645A
NGC 4645A is een lensvormig sterrenstelsel in het sterrenbeeld Centaur. Het hemelobject werd op 8 juni 1834 ontdekt door de Britse astronoom John Herschel.

## Synoniemen
- ESO 322-59
- MCG -7-26-32
- DCL 149
- IRAS 12403-4105
- PGC 42764